# Стоукс, Ниалл
Ниалл Стоукс (англ. Niall Stokes, род. 1951, Дублин, Ирландия) — ирландский музыкальный журналист и бессменный редактор независимого журнала Hot Press с момента его основания — в 1977 году. Популяризатор ирландской музыки, в частности много писал о группе U2 в конце 1970-х и на протяжении 1980-х годов. В 2008 году принял участие в The Music Show — выставке посвящённой ирландской музыкальной индустрии организованной RDS. Помимо этого, он был председателем независимой комиссии по радио и телевидению (BCI) в период с 1993-го по 1998 годы. Является автором нескольких книг, в том числе «U2: История за каждой песней» (англ. Into the Heart: The Stories Behind Every U2 Song).

## Карьера
Стоукс окончил Университетский колледж Дублина со степенью бакалавра искусств. Во время учёбы он выступал в местной студенческой рок-группе под названием Eyeless, вместе с Нилом Джорданом — будущим кинорежиссёром. Также он был внештатным автором нескольких ирландских изданий, в том числе The Irish Times, до основания музыкального журнала Hot Press. В нынешнее время проживает со своей женой, Мэйрин Шихи, в Дублине.
20 июня 2002 года Стоукс появился в эфире эфиров радиопередачи «Rattlebag», посвящённой 25-летию Hot Press. В январе 2008 года он принял участие в записи сингла «The Ballad of Ronnie Drew» в дублинской музыкальной студии Windmill Lane Studios, вместе с U2, The Dubliners и Kila. Также, он снялся в одном из эпизодов музыкальной передачи «The Raw Sessions».
Стоукс неоднократно выступал в качестве эксперта в телепередаче Questions and Answers. Помимо этого, он участвовал во многих передачах на дублинском радио, в их числе: This Week, Five Seven Live, Morning Ireland и Drivetime.
В 2007 году он подал иск в высокий суд Ирландии против известных промоутеров Дениса Дезмонда, Мойи Доэрти и Джона Макколгана после провала рекламной компании созданного им музея Hot Press Music Hall of Fame. Судебный иск был удовлетворен, по сообщениям, промоутеры понесли существенные издержки.

## Награды
В 2008 году Стоукс был признан редактором года на премии PPAI Magazine of the Year Awards.
В 2009 году Стоукс стал лауреатом журналисткой премии Meteor Awards. Награда вручалась его соотечественниками: Ниаллом Бреслином, Томом Данном, группой Snow Patrol, а также Боно и Эджем из U2.
| Год  | Номинируемая работа | Категория                                             | Результат |
| ---- | ------------------- | ----------------------------------------------------- | --------- |
| 2008 | Niall Stokes        | PPAI Magazine of the Year Awards – Editor of the Year | Победа    |
| 2009 | Niall Stokes        | Metor Music Awards – Industry Award                   | Победа    |

### Прочие награды
В 2005 году редакция газеты Irish Examiner включила Стоукса в свой список «пятидесяти самых важных и влиятельных людей в ирландской музыке».
8 марта 2011 года Стоукс стал лауреатом награды за жизненные достижения от ассоциации журналов Ирландии, в брифинге отмечалось: «Ниалл Стоукс основал „Hot Press“ в 1977 году и руководил журналом на протяжении более 30 лет, превратив его в один из самых успешных изданий Ирландии. Также, Ниалл дал старт карьере нескольких известнейших ирландских журналистов».